# Rejon sowiecki (Nowosybirsk)
Rejon zowiecki w Nowosybirsku (ros. Советский район) – rejon rosyjskiego miasta Nowosybirsk. Pod względem powierzchni jest to największy rejon miasta. Na jego terenie mieści się centrum naukowe Akademgorodok

## Charakterystyka
Położony na obu brzegach rzeki Ob, zajmuje powierzchnię 76,7 kilometrów kwadratowych. Według statystyk z 2010 roku obszar ten jest zamieszkany przez 134 020 osób, podczas gdy kilka lat wcześniej było to około 132 600. Jest to największa dzielnica miasta pod względem zajmowanej powierzchni. Decyzja o jego powstaniu zapadła w 1956 roku, gdy Rada Ministrów Związku Radzieckiego postanowiła ulokować w mieście centrum naukowe, a budową osobiście interesował się Nikita Chruszczow. Sam rejon powstał natomiast 16 kwietnia 1958 roku z połączenia kilku znajdujących się na tym obszarze osiedli, wsi i przedmieść miasta. Od zachodu na wschód rozciąga się na długość 12 kilometrów, a od południa na północ na długość 10 kilometrów. Sercem rejonu jest Akademgorodok, wielkie centrum naukowe. Fragment rejonu położony na prawym brzegu Obu podzielony jest na trzy części. Tzw. dolna część zajęta jest przez zakłady przemysłowe oraz firmy, które stanowią zaplecze techniczno-produkcyjne dla centrum naukowego. Środkowa część to właściwy kompleks budynków związanych z Akademgorodokiem, a górna część to teren zajmowany przez budownictwo mieszkaniowe. Na lewym brzegu rejonu mają swe siedziby inne firmy i instytucje. Tam także znajduje się Nowosybirska Elektrownia Wodna wytwarzająca elektryczność dla miasta oraz obwodu nowosybirskiego. 
Południowe rubieże rejonu sowieckiego leżą nad Zbiornikiem Nowosybirskim. Zbiornik w okresie letnim jest popularnym miejscem wypoczynkowym dla mieszkańców miasta i okolic, a także centrum sportowym, gdyż zbiornik jest wykorzystywany przez jachty, łodzie i motorówki. Na terenie Akdemogorodoku znajdują się budynki instytutów naukowych i uniwersytetów, m.in. Nowosybirskiego Uniwersytetu Państwowego. Według danych z 2008 roku na terenie dzielnicy swoje siedziby miało 49 instytutów i centrów badawczych. Oprócz tego w rejonie działa ponad 200 przedsiębiorstw zajmujących się nowoczesnymi technologiami, które współpracują z ośrodkami naukowymi zgrupowanymi w dzielnicy. Swoje siedziby mają tu oddziały zarówno rosyjskich jak i zagranicznych firm, takich jak m.in. Microsoft, Oracle Corporation, Intel, IBM, Accenture i Łukoil. Zarejestrowanych jest tu ponad 6 tysięcy przedsiębiorstw, a małe i średnie firmy dają zatrudnienie prawie 30% mieszkańcom rejonu. Działają tu co najmniej 23 placówki kulturalne, m.in. Muzeum Słońca. Ważnym punktem na mapie rejonu jest także Centralny Syberyjski Ogród Botaniczny. Znajduje się tu także Muzeum Techniki Kolejowej.

## Transport
Dzielnica znajduje się w strukturze nowosybirskich sieci tramwajowej oraz autobusowej. Na obszarze sowieckiego rejonu nie znajduje się żadna stacja Nowosybirskiego Metra.